# Pyrazolon
Pyrazolon je organická sloučenina, pětičlenný heterocyklus s dvěma sousedícími atomy dusíku. Lze jej považovat za derivát pyrazolu, který má navíc ketonovou (=O) skupinu. Označení pyrazolony se také používá pro jeho deriváty.

## Příprava
Přípravu pyrazolonů popsal roku 1883 Ludwig Knorr jako kondenzační reakci ethylacetacetátu a fenylhydrazinu.

## Použití

### Léčiva

Antipyrin (fenazon): první na pyrazolonu založené léčivo

Pyrazolony jsou jednou z nejstarších skupin syntetických léčiv, prvním byl antipyrin (fenazon) v 80. letech 19. století. Tyto sloučeniny, jako jsou dipyron (metamizol), aminopyrin, ampyron, famprofazon, morazon, nifenazon, piperylon a propyfenazon, se používají jako analgetika. Nejčastěji používaným z uvedených je dipyron.

### Barviva
Pyrazolonová skupina je součástí molekul některých významných barviv; ta se obvykle používají společně s azosloučeninami za vzniku podtřídy azobarviv někdy označovaných jako azopyrazolony (například tartrazin, oranž B a žluť 2G).

### Ligandy
Pyrazolony byly zkoumány pro jejich možné použití jako ligandy